# Szent Orsolya-rend
A Szent Orsolya-rend, más néven orsolyiták (Ordo Sanctae Ursulae, O. S. U.) egy női szerzetesrend, amely először tűzte ki célul a fiatal leányokkal való foglalkozást, tanítást, hogy hithű, művelt, jó édesanyákká nevelődjenek.

## Története
A római katolikus apácarendet Merici Szent Angéla alapította 1535-ben. A Szent Orsolya nevét viselő női szerzetesrend az egész világon elterjedt. Első misszionáriusuk, Boldog Mária anya, 1634-ben Kanadában oktatta a bennszülötteket. A francia forradalom idején sok nővér adta életét hitéért – őket XV. Benedek pápa 1920-ban avatta boldoggá.

## Célja, feladata

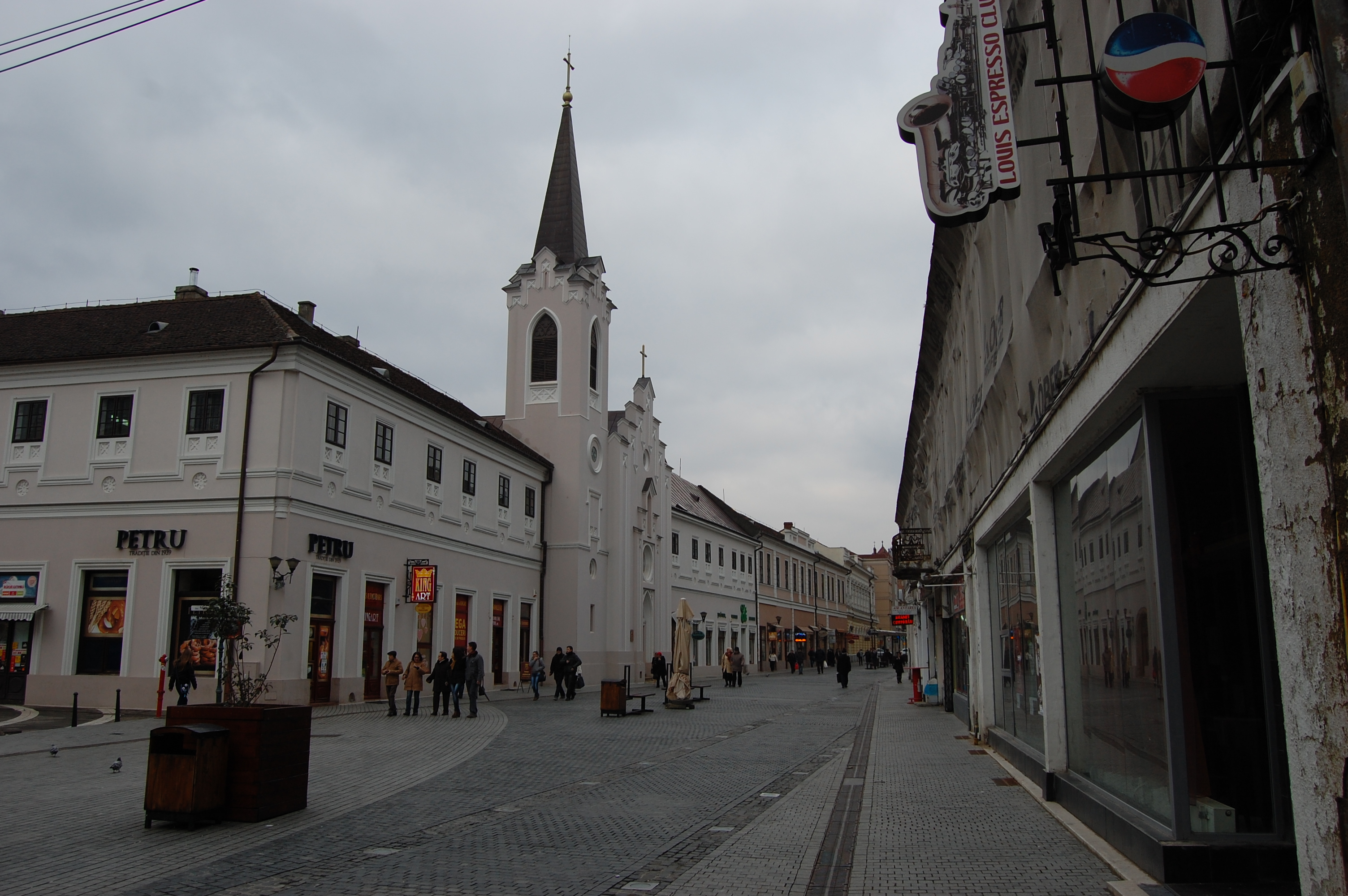
Szent Anna orsolyarendi templom és zárda Nagyváradon

A rend célja, feladata ma is elsősorban a tanítás, nevelés, de alapítójuk szándéka szerint igyekeznek alkalmazkodni a kor igényeihez. Angéla útmutatásait három könyvben hagyta rendjére: Szabályok (Regula), Intelmek és Hagyaték címmel.
Jelmondatuk: Serviam – Szolgálok. A nővérek naponta imádkoznak új hivatásokért. Várják a nagylelkű, Istennek szolgálni akaró, lelkes fiatalok jelentkezését, akik átveszik tőlük Szent Angéla és Szent Orsolya zászlaját, és elvezetik a fiatalokat Istenhez.

## Magyarországi jelenléte
Az orsolyiták Ausztriából érkeztek Magyarországra. 1676-ban Pozsonyban telepedtek le, két év múlva Kassán, 1724-ben Nagyszombatban, 1726-ban Győrben, 1747-ben Sopronban, majd később még számos városban, Nagyváradon is nyitottak iskolát. 1918-ban Kisvárdán is alapítottak rendet. Ma Győrben és Egerben működtetnek kollégiumot fiatal lányok számára.